# Jacek Kuźmiński (judoka)
Jacek Kuźmiński (ur. 27 grudnia 1978) – polski judoka i trener judo. 
Były zawodnik klubów: KS AZS-AWF Wrocław (1999-2003), TS Gwardia Opole (1995-2006). Trzykrotny medalista mistrzostw Polski seniorów w kategorii do 90 kg: srebrny (2004) i dwukrotny brązowy (2001, 2002). Ponadto m.in. trzykrotny brązowy medalista młodzieżowych mistrzostw Polski (1998, 1999, 2000). Absolwent Akademii Wychowania Fizycznego we Wrocławiu. Prezes Legionowskiego Towarzystwa Sportowego. Trener II klasy.